# Лобница
Лобница (словен. Lobnica) је насељено место у општини Руше, Подравска регија, Словенија.

## Историја
До територијалне реорганизације у Словенији била је у саставу старе општине Руше.

## Становништво
У попису становништва из 2011. године, Лобница је имала 158 становника.
| Број становника према пописима | Број становника према пописима | Број становника према пописима |
| ------------------------------ | ------------------------------ | ------------------------------ |
| 1991                           | 2002                           | 2011                           |
| 232                            | 182                            | 158                            |

Напомена: Године 1992. и 2001. умањено за делове насеља који су припојени насељу Руше.